# Juan Rulfo
Juan Rulfo (ur. 16 maja 1917 w Sayula, zm. 7 stycznia 1986 w Meksyku) – meksykański powieściopisarz i nowelista, fotograf. Jeden z najwybitniejszych pisarzy hiszpańskiego kręgu językowego XX wieku.
Rulfo jest uważany za jednego z prekursorów realizmu magicznego, a jego twórczość – skromna pod względem objętości – doczekała się szeregu rozpraw krytycznych i została przetłumaczona na wiele języków. Swą pozycję Rulfo zawdzięcza dwóm niewielkim tomom – zbiorowi opowiadań Równina w płomieniach (El llano en llamas, 1953) i mikropowieści Pedro Páramo (1955). Równina w płomieniach składa się z kilkunastu zwięzłych, często zaledwie kilkustronicowych, tekstów obrazujących życie na meksykańskiej prowincji po rewolucji. Meksyk Rulfo to świat biednych wsi wystawionych nie tylko na pastwę żywiołów, ale także band samozwańczych rewolucjonistów i ścigającego ich wojska. Opisywani przez niego ludzie kierują się w swych działaniach honorem i przekonaniem o prawie do osobistej zemsty. Ważną funkcję w wiejskich społecznościach pełni religia, zwłaszcza kult maryjny. Jest to świat nieustającej migracji, kolejni bohaterowie opuszczają dom w poszukiwaniu lepszego życia, niektórzy (opowiadanie Podróż na Północ) ruszają na Północ – do Stanów Zjednoczonych.

## Twórczość
- 1953 Równina w płomieniach (El llano en llamas) – tom opowiadań, pol. wyd. 1971.
- 1955 Pedro Páramo – powieść, pol. wyd. 1966.
- 1980 El gallo de oro (Złoty kogut) – powieść.
- 2000 Aire de las colinas, Cartas a Clara – zbiór listów do Clary Aparicio de Rulfo.

## Filmografia

### Współscenarzysta
- 1956 Tambien ellos tienen ilusiones – dokumentalny
- 1960 El despojo
- 1976 Que esperen los viejos – dokumentalny
- 1997 Rubén Jaramillo, 1900–1962, una historia Mexicana – dokumentalny

### Filmy realizowane na podstawie jego dzieł
- 1956 Talpa
- 1963 Paloma herida
- 1964 El gallo de oro
- 1967 Pedro Páramo
- 1972 El rincón de las vírgenes – na podstawie „Anacleto Morones”
- 1973 Diles que no me maten
- 1975 ¿No oyes ladrar los perros?
- 1978 El hombre
- 1978 Pedro Páramo
- 1981 Pedro Páramo
- 1981 El gallo de oro – Serial
- 1982 Talpa
- 1984 Tras el horizonte
- 1985 Diles que no me maten
- 1986 El imperio de la fortuna – na podstawie „El gallo de oro”
- 1991 Un pedazo de noche
- 1991 Nepomuceno Juanito
- 1991 Luvina
- 1991 La cuesta de las comadres
- 1991 Ecos de una memoria
- 1991 Agonía
- 1992 Rulfo aeternum – na podstawie „La herencia de Matilde Arcángel”
- 1995 Un pedazo de noche
- 2000 La caponera – serial, na podstawie „El gallo de oro”
- 2002 Paso del norte

## Literatura dodatkowa
- Między piekłem a niebem. Twórczość Juana Rulfa w perspektywie porównawczej, red. M. Bąk, „Bez Porównania” nr 3 (10)/2010.